# Conversion de Paul
Pour les articles homonymes, voir La Conversion de saint Paul.

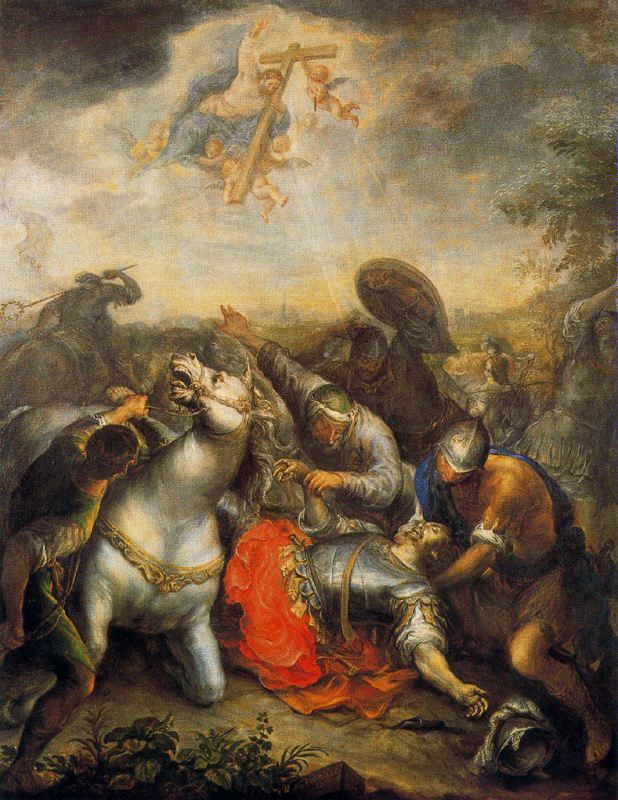
La Conversion de Saint Paul par Francisco Camilo (1667), musée de Ségovie (Casa del Sol), Espagne.

La conversion de Paul, décrite dans le Nouveau Testament, est l'un des événements de la vie de Paul de Tarse. C'est une fête des Églises chrétiennes célébrée le 25 janvier selon le Martyrologe romain.

## Datation
Pour le consensus historien, la conversion de Paul se situe entre 31 et 36,,.

## Récits de la conversion

### Épîtres de Paul
Dans ses épîtres, qui constituent une source de première main, Paul traite de sa conversion de manière brève.

« Et après [avoir été vu de] tous, il a aussi été vu de moi, comme de l’avorton ; car je suis le moindre des apôtres, et je ne suis même pas digne d’être appelé apôtre, parce que j’ai persécuté l’Église de Dieu. »

— 1 Corinthiens 15,8-9 ; traduction Bible annotée de Neuchâtel,.

« Or je vous fais connaître, frères, que l’Évangile qui a été annoncé par moi n’est point selon l’homme ; car je ne l’ai reçu ni appris d’un homme, mais par une révélation de Jésus-Christ. […] Mais quand il plut à Celui qui m’avait mis à part dès le sein de ma mère, et qui m’a appelé par sa grâce, de révéler en moi son Fils, afin que je l’annonçasse parmi les païens, aussitôt, je ne consultai point la chair et le sang, et je ne montai point à Jérusalem vers ceux qui avaient été apôtres avant moi ; mais je m’en allai en Arabie, et je revins de nouveau à Damas. »

— Galates 1,11-12 et 15-16 ; traduction Bible annotée de Neuchâtel.

### Actes des Apôtres

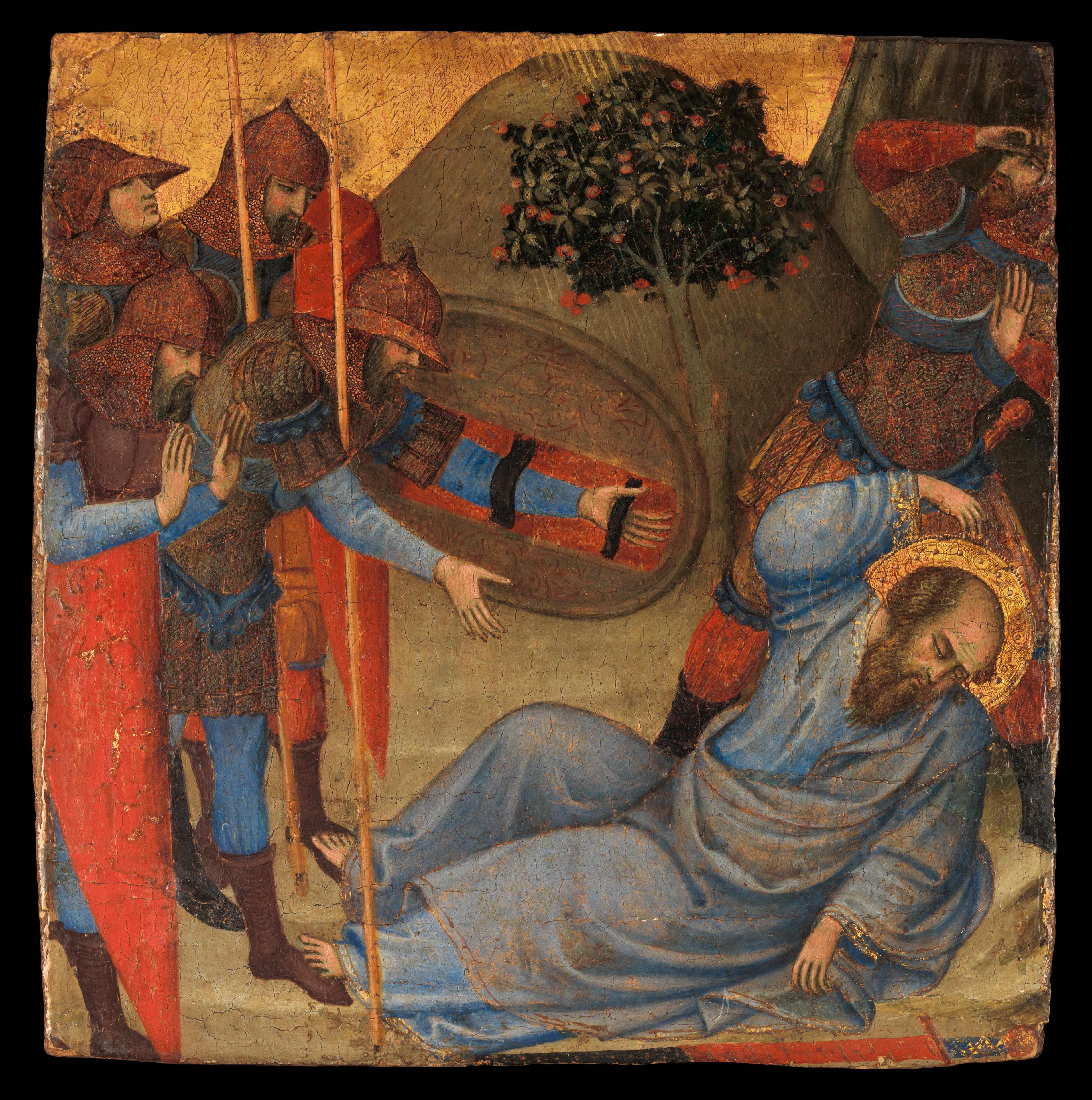
La Conversion de Saint Paul par Spinello Aretino (vers 1392), the Met, New York.

Dans les Actes des Apôtres, la conversion de Paul est abordée à trois endroits différents, et cette expérience y est beaucoup plus détaillée que dans les épîtres. Les Actes décrivent la conversion comme un évènement qui s'est déroulé au moment où Paul était en route vers Damas. Jésus lui apparaît sous la forme d'une lumière, et il tombe à la suite de cette vision et il devient aveugle. Paul est ensuite emmené à Damas, où il est baptisé trois jours plus tard par Ananie, qui lui rend en même temps la vue, Ananie ayant reçu l'ordre de Dieu de l'accueillir parmi les saints. Les trois récits de cette conversion se situent en Ac 9,3-9, 22,5-11, et 26,13-19. Le premier est raconté par l'auteur des Actes, tandis que les deux autres sont racontés par Paul, lorsqu'il est emprisonné à Jérusalem puis à Césarée. D'aucuns ont cru y déceler des différences irréconciliables mais le recours à la grammaire grecque met fin à ces contestations.

#### Deux récits
Il existe une divergence de compréhension concernant les gens de la caravane qui accompagnent Paul :
« Or les hommes qui faisaient route avec lui s’étaient arrêtés muets, entendant [ακουων, akouon] bien la voix, [φωνῆς, phonês] mais ne voyant personne. » (Ac 9,7)

« Or ceux qui étaient avec moi virent bien la lumière, mais ils ne comprirent [ἤκουσαν, ēkousan] pas la voix de celui qui me parlait. » (Ac 22,9)
« au milieu du jour, je vis, ô roi, sur le chemin, une lumière qui venait du ciel, et dont l’éclat surpassait celui du soleil, resplendir autour de moi et de ceux qui faisaient route avec moi. Et nous tous étant tombés par terre, j’entendis [ἤκουσαν, ēkousan] une voix
[φωνὴν, phonèn]
qui me dit en langue hébraïque […] » (Ac 26,13-14a)
Dans le premier récit, Paul voit la lumière et ses compagnons entendent la voix ; dans le deuxième, ils tombent par terre à cause la lumière, mais seul Paul comprend la voix de celui qui lui parle ; dans le dernier, Paul et ses compagnons tombent et sont enveloppés de lumière, mais seul Paul comprend la voix.
L'apologétique chrétienne, posant le principe de l'inerrance biblique, explique ainsi que les caravaniers entendirent, mais ne comprirent pas ce que Jésus dit à Paul, car le premier aurait parlé « en langue hébraïque » : « Il n’était pas moins naturel que le Seigneur, s’adressant à un Israélite, employât sa langue maternelle, celle de son enfance et de ses impressions religieuses les plus profondes ». « De même, ils ne virent personne, aucune forme distincte, mais seulement une lumière ».

#### Fiabilité du récit des Actes
Des exégètes ont toutefois relevé que l'épisode du chemin de « Damas n'a jamais été relaté par Paul dans ses lettres », la mention de l'avorton évoquant « un événement extérieur, mais sans en esquisser le moindre récit ».
Le récit s'insère dans l'ouverture du christianisme vers les païens plutôt que vers les juifs : « Luc montre ainsi comment Dieu élargit le cercle des élus » note Élian Cuvillier. Ce dernier note encore que Paul ne parle pas de « conversion » mais d'une « révélation » ; cependant, cette révélation l'a conduit à une profonde conversion au christianisme dont la moitié des textes du Nouveau Testament lui est imputée.

## Fête

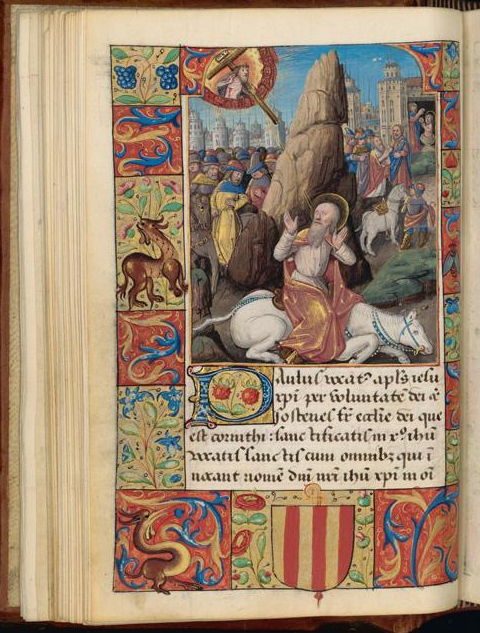
Conversion de saint Paul, vers 1470-1500, enluminure sur parchemin, Bibliothèque Laurentienne.

La conversion de saint Paul est fêtée dans le calendrier liturgique chrétien le 25 janvier (attestation de la date à partir du IXe siècle dans les martyrologes du Moyen Âge) et conclut la Semaine de prière pour l'unité des chrétiens.
Cette fête est le pendant de la Chaire de saint Pierre (22 février). La conversion de Paul est une épiphanie, c'est-à-dire une manifestation divine.

### Littérature

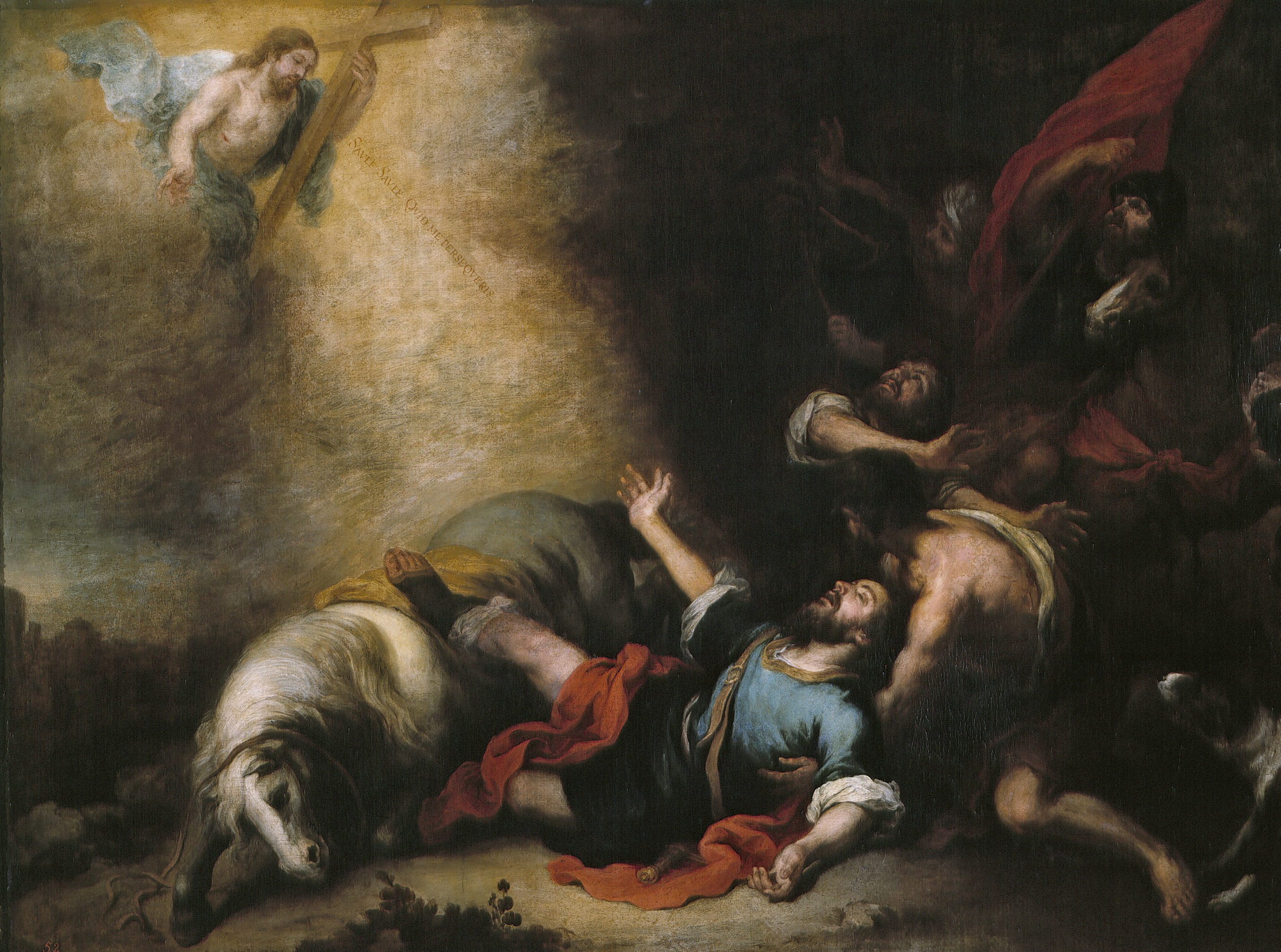
La Conversion de Saint Paul, par Murillo, se rattache à une tradition iconographique dans laquelle Saul a encore une jambe au-dessus de l'encolure du cheval.